# Красовский, Александр Аркадьевич
Алекса́ндр Арка́дьевич Красо́вский (10 апреля 1921, Калата, Екатеринбургская губерния — 2 июня 2003 года, Москва) — российский учёный, генерал-майор авиации (1963), член-корреспондент АН СССР (1968), лауреат Государственной премии СССР (1976), Герой Социалистического Труда (1981), академик РАН (1992). Специалист в области систем автоматического управления.

## Биография
Окончив в 1945 году Военно-воздушную инженерную академию им. Н. Е. Жуковского, продолжил в ней службу, в 1954 году стал профессором.
Трагически погиб 2 июня (по другим источникам — 31 мая) 2003 года. Грабители проникли в квартиру академика, заперли его и похитили китель с наградами. 82-летний Красовский предпринял попытки освободиться, но получил травмы и умер от сердечного приступа.

## Научная деятельность
Внёс большой вклад в теорию непрерывных самонастраивающихся систем и систем автоматического управления полётом летательных аппаратов.
Им разработаны:
- метод интегральных квадратичных оценок качества процессов регулирования,
- теория двумерных систем с антисимметричными связями,
- один из методов аналитического конструирования систем регулирования.

Автор ряда трудов по теории автоматического регулирования и системам автоматического управления.

### Научные публикации
А. А. Красовский — автор 475 научных трудов, включая 20 книг и учебников, 42 изобретений.
Основные книги и учебники:
- Красовский А. А.Лекции по курсу «Основы автоматики»: Раздел: Техническая кибернетика. — [М.]: ВВИА им. проф. Н. Е. Жуковского, 1959—1960. — 3 т.
- Красовский А. А. Лекции по курсу теории вероятностей и технической кибернетики. — М.: ВВИА им. проф. Н. Е. Жуковского, 1960. — 182 с.
- Красовский А. А., Поспелов Г. С. Основы автоматики и технической кибернетики. — М.: Госэнергоиздат, 1962.
- Красовский А. А. Динамика непрерывных самонастраивающихся систем. — М.: Физматгиз, 1963. — 468 с.
- Красовский А. А. Статистическая теория переходных процессов в системах управления. — М.: Наука, 1968.
- Красовский А. А. Аналитическое конструирование контуров управления летательными аппаратами / Ред. коллегия: заслуж. деят. науки и техники РСФСР д-р техн. наук проф. Б. А. Рябов и др. — М.: Машиностроение, 1969. — 240 с. — (Основы проектирования систем управления летательными аппаратами. Справочная б-ка инженера-конструктора).
- Красовский А. А. Системы автоматического управления полётом пилотируемых летательных аппаратов: Учебное пособие. — М.: Изд-во ВВИА, 1969—1970. — 2 т.
- Красовский А. А. Системы автоматического управления полётом и их аналитическое конструирование. — М.: Наука, 1973. — 558 с.
- Красовский А. А. Фазовое пространство и статистическая теория динамических систем. — М.: Наука, 1974. — 232 с.
- Красовский А. А., Буков В. Н., Шендрик В. С. Универсальные алгоритмы оптимального управления непрерывными процессами. — М.: Наука, 1977. — 272 с. — (Теоретические основы технической кибернетики).
- Красовский А. А., Белоглазов И. Н., Чигин Г. П. Теория корреляционно-экстремальных навигационных систем. — М.: Наука, 1979. — 447 с.
- Белоцерковский С. М., Кочетков Ю. А., Красовский А. А., Новицкий В. В. Введение в аэроавтоупругость. — М.: Главная редакция физико-математической литературы издательства «Наука», 1980. — 384 с.
- Красовский А. А., Вавилов Ю. А., Сучков А. И. Системы автоматического управления летательных аппаратов. — М.: ВВИА им. Жуковского, 1985. — 476 с.
- Справочник по теории автоматического управления / Красовский А. А. (ред.). — М.: Наука. Гл. ред. физ.-мат. лит., 1987. — 712 с.
- Красовский А. А. Основы теории авиационных тренажёров. — М.: Машиностроение, 1995. — 303 с. — ISBN 5-217-02386-4.
- Федосов Е. А., Красовский А. А. и др. Машиностроение. Автоматическое управление. Теория. Т. I-4: Энциклопедия. — М.: Машиностроение, 2000.[6].
- Красовский А. А., Колесников А. А., Буков В. Н. и др. Современная прикладная теория управления: Оптимизационный подход. Ч. I. Таганрог: Изд-во ТГРУ, 2000[7].